# Original Pirate Material
Original Pirate Material é o álbum de estréia do músico britânico Mike Skinner, mais conhecido como The Streets..
O álbum é uma visão única sobre o UK garage com letras que lidam com o cotidiano. Recebeu enormes elogios da imprensa musical e foi abraçado pelos fãs de indie rock e rock, assim como os fãs de garagem. Originalmente subiu para 12º lugar no UK Albums Chart em 2002, mas atingiu o nº 10, em 2004, após o lançamento de seu álbum mais bem sucedido, "A Grand Don't Come For Free".
No Reino Unido, cinco singles foram liberados a partir deste álbum: "se chegou a isto?", "Let's Push Things Forward", "Weak Become Heroes", "Don't Mug Yourself" e "The Irony of It All ".
A fotografia de capa é do fotógrafo alemão Rut Blees Luxemburgo e se chama de "Towering Inferno". O prédio retratado é "Kestrel House" em City Road, Londres.
A Pitchfork Media classificaram o álbum como o número dez em sua lista dos 100 melhores álbuns de 2000-2004. Mais tarde, eles o colocaram na 36º posição da lista dos melhores álbuns de 2000-2009.
Em março de 2003, a NME colocou Original Pirate Material, no número 46 em sua lista das "100 Melhores Álbuns de Todos os Tempos". E, em novembro de 2009, no número 9 na sua lista das "100 melhores álbuns da década".
o The Guardian anunciou Original Pirate Material como o melhor álbum da década. O crítico Simon Reynolds colocou o álbum no topo de seus discos favoritos da lista de 2000.
| Críticas profissionais | Críticas profissionais |
| Avaliações da crítica  | Avaliações da crítica  |
| Fonte                  | Avaliação              |
| ---------------------- | ---------------------- |
| Allmusic               | [ 7 ]                  |
| NME                    | [ 8 ]                  |
| Pitchfork Media        | [ 9 ]                  |
| Q Magazine             | (Pg. 112, Mar. 2002)   |
| Rolling Stone          | [ 10 ]                 |

## Lista de músicas
1. "Turn the Page" – 3:15
2. "Has It Come to This?" – 4:04
3. "Let's Push Things Forward" (participação de Kevin Mark Trail) – 3:51
4. "Sharp Darts" – 1:33
5. "Same Old Thing" (participação de Kevin Mark Trail) – 3:22
6. "Geezers Need Excitement" – 3:46
7. "It's Too Late" – 4:11
8. "Too Much Brandy" – 3:02
9. "Don't Mug Yourself" – 2:39
10. "Who Got the Funk?" – 1:50
11. "The Irony of It All" – 3:30
12. "Weak Become Heroes" – 5:33
13. "Who Dares Wins" – 0:34
14. "Stay Positive" – 6:18

## Créditos
- Mike Skinner: Arranjos, Produção, Engenharia de som, Mixagem.
- Kevin Mark Trail: Vocal.